# Alexandru Dedu
Alexandru Mihai Dedu, né le 15 septembre 1971 à Ploiești, est un ancien handballeur roumain évoluant au poste de pivot. 

## Biographie
Alexandru Dedu évolue d'abord deux saisons au SCM Politehnica Timișoara avec lequel il remporte le Championnat de Roumanie en 1991. Il rejoint la même année le Steaua Bucarest pour cinq ans où il glane deux nouveaux titres en 1994 et 1996.
Sollicité par de grands clubs européens tels que Barcelone et Braga, Alexandre Dedu a choisi finalement l'ambitieux Istres Sports : « Parce que c'était le premier à m'avoir contacté, précise le géant roumain (2,03 m pour 113 kg). Mais pas seulement pour ça, ajoute-t-il. Les propositions des dirigeants istréens étaient intéressantes et l'équipe composée de joueurs expérimentés. Je me suis dit qu'à leur contact, je pourrais encore évoluer. ».
Mais la saison du club provençal ne se déroule pas du tout comme prévu et Dedu rejoint le grand FC Barcelone en mars 1997, y remportant trois Ligues des champions et autant de Championnats d'Espagne.
En 1999, il rejoint l'Allemagne LTV Wuppertal pour une saison avant de prendre la direction du FC Porto pour quatre ans avec trois titres de champion à la clé.
En février 2014, il accède à la présidence de la Fédération roumaine de handball et le reste jusqu'en avril 2022.
En 2025, il fait son retour au Politehnica Timișoara.

## Palmarès

### Club
Compétitions internationales
- Vainqueur de la Ligue des champions (3) : 1997, 1998, 1999
- Vainqueur de la Supercoupe d'Europe (2) : 1998, 1999

Compétitions nationales
- Vainqueur du Championnat de Roumanie (3) : 1991, 1994, 1996
- Vainqueur du Championnat d'Espagne (3) : 1997, 1998, 1999
- Vainqueur de la Coupe du Roi (1) : 1998
- Vainqueur de la Supercoupe d'Espagne (1) : 1998
- Vainqueur du Championnat du Portugal (3) : 2002, 2003, 2004
- Vainqueur de la Supercoupe du Portugal (2) : 2001, 2003

### Équipe nationale
Jeux olympiques
- 8e place aux Jeux olympiques de 1992 à Barcelone,  Espagne